# U-Boot-Klasse 210
Die Klasse 210 ist eine Klasse in Deutschland gebauter U-Boote für die norwegische Marine. In Norwegen sind die Boote als Ula-Klasse bekannt.

## Geschichte

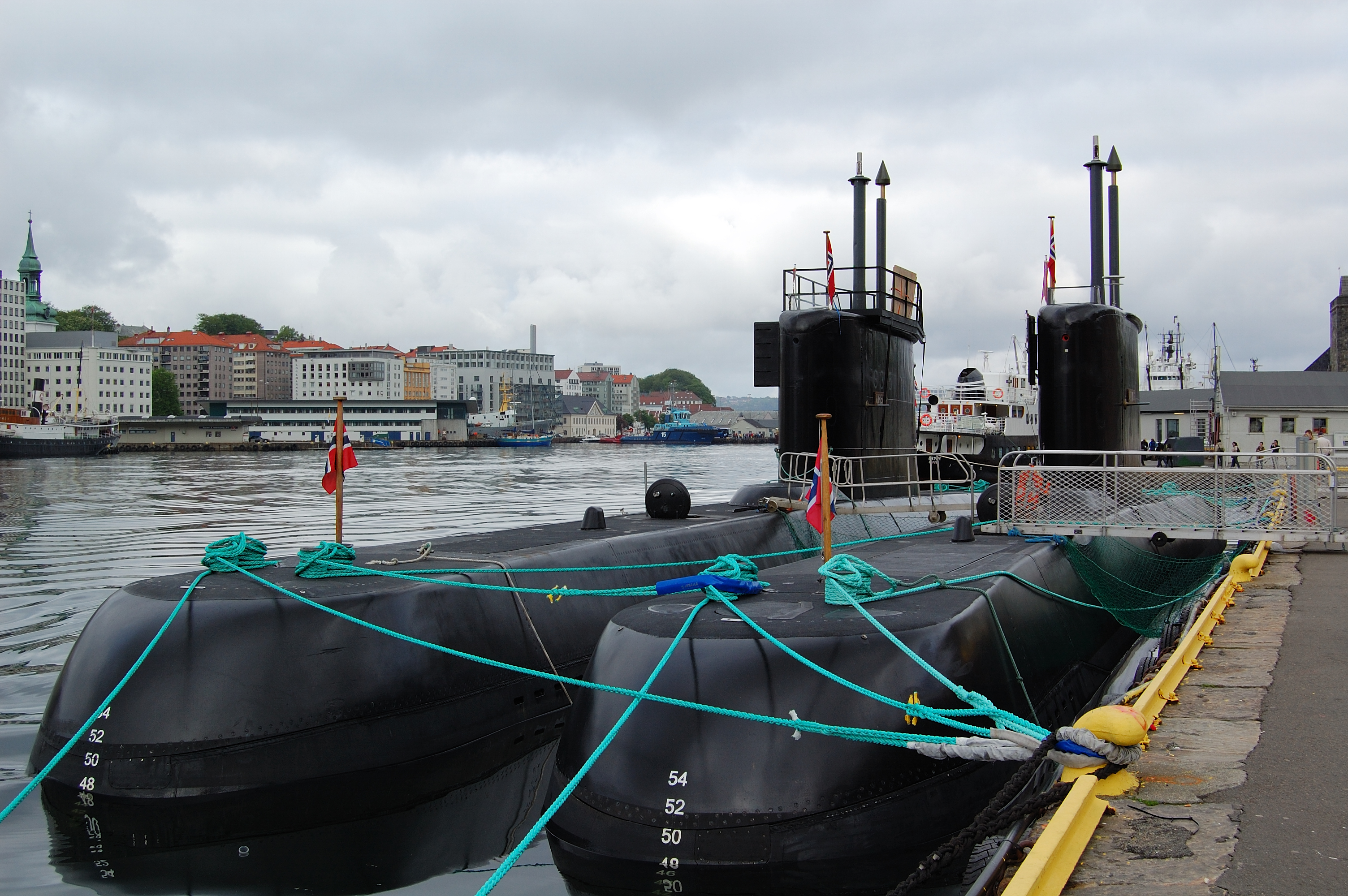
Uthaug und Uredd

Die Boote wurden am 30. September 1982 bestellt und in Deutschland produziert, waren aber ein internationales Projekt. Die Kosten pro Boot betrugen 700 Mio. NOK. Die norwegische Projektbezeichnung war 6071. Die Gefechtsinformations- und Feuerleitsysteme stammen ebenso wie Teile der Hülle aus Norwegen, das Angriffssonar aus Deutschland, das Lateralsonarsystem aus Frankreich. Gefertigt wurden die Boote bei den Nordseewerken in Emden, weshalb sie als „deutsches Design“ gelten. Die Boote gelten als sehr leise, hatten aber verschiedene Probleme mit der Maschinenanlage.
Das Typboot Ula wurde bei einer Übung zum Torpedoabschuss 1989 beschädigt. Bei einem missglückten Anlegemanöver 1991 und bei einem Brand im Kontrollraum im Februar 1992 entstanden auch auf der Uredd erhebliche Schäden.
Bei der NATO-Übung Joint Winter im Jahre 2004 wurde eines der Boote, die Utvær, disqualifiziert, da es unplanmäßig eine geplante Landungsoperation verhinderte, die aber fester Bestandteil der Übung war. Es „versenkte“ während der Übung einfach zu viele Schiffe, inklusive des britischen Flugzeugträgers Invincible.
Eine Zeit lang waren die Boote im Mittelmeer aktiv, wo sie die NATO-Operation Active Endeavour unterstützten. Dabei erwiesen sie sich als besonders effektiv in der Sammlung geheimdienstlicher Daten; allerdings mussten neue Klimaanlagen installiert werden, um die durch das wärmere Wasser gestiegene Innentemperatur wieder zu senken.
Die Boote ersetzten die der Klasse 207. Von 1998 bis 2005 sowie 2006 bis 2008 wurden die U-Boote modernisiert. So erhielten sie vor allem neue Elektronik wie eine Link-11-Kommunikationsanlage, verbesserte Elektronische Unterstützungsmaßnahmen und eine Verbesserung des Periskops. Im Mai 2008 wurde ein Vertrag mit Kongsberg Defence & Aerospace für neue Sonarsysteme geschlossen, die innerhalb von 52 Monaten eingebaut werden sollen. Die Boote sollen ab 2029 durch in Deutschland gebaute Boote der U-Boot-Klasse 212 CD ersetzt werden.
Auf Uredd (S305) kommandierte seit dem 11. September 1995 Solveig Krey als erste Frau der Welt ein U-Boot.

## Einheiten
Der Königlichen Norwegischen Marine wurden zwischen 1989 und 1992 sechs Einheiten geliefert.
| Kennung | Name    | Kiellegung       | Stapellauf         | Indienststellung  | Einheit                           | Verbleib |
| ------- | ------- | ---------------- | ------------------ | ----------------- | --------------------------------- | -------- |
| S300    | Ula     | 29. Januar 1987  | 28. Juli 1988      | 27. April 1989    | 1. Ubootgeschwader in Haakonsvern | aktiv    |
| S301    | Utsira  | 15. Juni 1990    | 21. November 1991  | 30. April 1992    | 1. Ubootgeschwader in Haakonsvern | aktiv    |
| S302    | Utstein | 6. Dezember 1989 | 25. April 1991     | 14. November 1991 | 1. Ubootgeschwader in Haakonsvern | aktiv    |
| S303    | Utvær   | 8. Dezember 1988 | 19. April 1990     | 1. November 1990  | 1. Ubootgeschwader in Haakonsvern | aktiv    |
| S304    | Uthaug  | 15. Juni 1989    | 18. Oktober 1990   | 7. Mai 1991       | 1. Ubootgeschwader in Haakonsvern | aktiv    |
| S305    | Uredd   | 23. Juni 1988    | 22. September 1989 | 3. Mai 1990       | 1. Ubootgeschwader in Haakonsvern | aktiv    |